# Scirtes
Scirtes es un género de coleóptero de la familia Scirtidae.

## Especies
Las especies que forman parte de este género son:
- Scirtes alastairi
- Scirtes albamaculatus
- Scirtes atripennis
- Scirtes atrosignatus
- Scirtes auratus
- Scirtes baroalba
- Scirtes basifasciatus
- Scirtes beccus
- Scirtes brunellii
- Scirtes californicus
- Scirtes calmi
- Scirtes championi
- Scirtes circulifer
- Scirtes crassiantennae
- Scirtes cygnus
- Scirtes dathei
- Scirtes diversenolatus
- Scirtes emmaae
- Scirtes evansi
- Scirtes exoletus
- Scirtes hamifer
- Scirtes hartmanni
- Scirtes helmsi
- Scirtes hemisphaericus
- Scirtes herthae
- Scirtes interstinctus
- Scirtes japonicus
- Scirtes kaytae
- Scirtes lepesmei
- Scirtes luteomaculatus
- Scirtes macroconcolor
- Scirtes maramagensis
- Scirtes mawatarii
- Scirtes microrotundus
- Scirtes mullisignatus
- Scirtes musica
- Scirtes nalyerinensis
- Scirtes nickerli
- Scirtes nigerpalpus
- Scirtes orbicularis
- Scirtes orbiculatus
- Scirtes orientalis
- Scirtes ovalis
- Scirtes palawanensis
- Scirtes peniculus
- Scirtes perrieri
- Scirtes piceolus
- Scirtes pinjarraensis
- Scirtes plagiatus
- Scirtes planicornis
- Scirtes podlussanyi
- Scirtes pygmaeus
- Scirtes rivularis
- Scirtes ruforotundus
- Scirtes seychellensis
- Scirtes spatula
- Scirtes storeyi
- Scirtes tibialis
- Scirtes tigmanensis
- Scirtes tindaleensis
- Scirtes triangularis
- Scirtes unifasciatus
- Scirtes ussuriensis
- Scirtes veitchi
- Scirtes victoriaensis
- Scirtes zerchei